# Gérard Daucourt
Gérard Antoine Léopold Daucourt (* 29. April 1941 in Delémont) ist ein französischer Geistlicher und emeritierter Bischof von Nanterre.

## Leben
Gérard Antoine Léopold Daucourt empfing am 26. Juni 1966 die Priesterweihe.
Papst Johannes Paul II. ernannte ihn am 1. Februar 1991 zum Koadjutorbischof von Troyes. Der Erzbischof von Besançon, Lucien Charles Gilbert Daloz, spendete ihm am 14. April desselben Jahres die Bischofsweihe; Mitkonsekratoren waren André Pierre Louis Marie Fauchet, Bischof von Troyes, und Pierre François Marie Joseph Duprey MAfr, Sekretär des Päpstlichen Rates zur Förderung der Einheit der Christen.
Nach der Emeritierung André Pierre Louis Marie Fauchets folgte er ihm am 4. April 1992 als Bischof von Troyes nach. Am 2. Juli 1998 wurde er zum Bischof von Orléans ernannt. Am 18. Juni 2002 wurde er zum Bischof von Nanterre ernannt und am 22. September desselben Jahres in das Amt eingeführt.
Am 14. November 2013 nahm Papst Franziskus seinen gesundheitsbedingten vorzeitigen Rücktritt an.